# قرار مجلس الأمن التابع للأمم المتحدة رقم 653
قرار مجلس الأمن التابع للأمم المتحدة 653 ، الذي اتخذ بالإجماع في 20 أبريل 1990، بعد التذكير بالقرارين 644 (1989) و 650 (1990)، أيد المجلس تقريرا من الأمين العام وأذن بإضافات جديدة إلى ولاية فريق مراقبي الأمم المتحدة في أمريكا الوسطى.
وشملت الإضافة إلى الولاية، بعد مناقشات بين حكومة نيكاراغوا والكونترا، اقتراح إنشاء خمس «مناطق آمنة» داخل نيكاراغوا تسرّح فيها الكونترا.
وطلب المجلس أيضا إلى الأمين العام أن يقدم تقريرا إلى المجلس قبل نهاية الولاية الحالية في 7 مايو 1990.

## وصلات خارجية
- Text of the Resolution at undocs.org